# Турупъя (приток Большого Кемпажа)
Турупъя (устар. Туруп-Я) — река в Берёзовском районе Ханты-Мансийского автономного округа. Устье реки находится на 18-м км левого берега реки Кемпаж. Длина реки составляет 75 км. Значительные притоки — Щарактурахт и Нюсим — левые.

## Данные водного реестра
По данным государственного водного реестра России относится к Нижнеобскому бассейновому округу, водохозяйственный участок реки — Северная Сосьва, речной подбассейн реки — Северная Сосьва. Речной бассейн реки — (Нижняя) Обь от впадения Иртыша.